# Cheveuges-Saint-Aignan
Cheveuges-Saint-Aignan is een voormalige gemeente in het Franse departement Ardennes die op 1 oktober 1964 werd gevormd door een fusie van de gemeente Cheveuges en Saint-Aignan. De fusie werd op 1 januari 1986 weer ongedaan gemaakt.